# Lena Plesiutschnig
Lena Maria Plesiutschnig (* 4. Oktober 1993 in Graz) ist eine österreichische ehemalige Volleyball- und Beachvolleyballspielerin.

## Karriere
Plesiutschnig begann ihre Karriere in der Halle beim ATSE Graz. 2010 wechselte die Außenangreiferin aus der zweiten Liga zum Bundesligisten TSV Hartberg.
Plesiutschnig belegte mit Katharina Schützenhöfer bei der Jugend-Weltmeisterschaft 2010 in Porto den 19. Platz und wurde bei der U18-Europameisterschaft an gleicher Stelle Siebte. 2011 erreichten sie das Finale der U19-WM in Umag. Anschließend gewannen Schützenhöfer/Plesiutschnig die U20-EM in Tel Aviv und wurden Neunte des europäischen U23-Turniers in Porto. Im gleichen Jahr gewannen sie auch die nationale Meisterschaft der U20. 2012 belegten sie den siebten Rang der U23-EM in Assen. Das U20-Turnier vor heimischer Kulisse in Hartberg beendeten Plesiutschnig/Schützenhöfer auf dem fünften Platz. Außerdem wurden sie Neunte der Junioren-WM in Halifax. 2013 musste Plesiutschnig wegen einer Schulterverletzung pausieren. Nach ihrer Rückkehr schaffte das Duo einen fünften Platz bei der U23-WM in Mysłowice. Beim U21-Turnier in Umag gewannen Plesiutschnig/Schützenhöfer die Bronzemedaille.
Anschließend bildete Plesiutschnig ein neues Duo mit Magdalena Jirak, das bei der Universiade in Kasan den neunten Platz belegte. Bei ihrem ersten Open-Turnier der FIVB World Tour in Anapa erreichte sie den 17. Platz. Mit einer Wildcard nahmen Plesiutschnig/Jirak an der EM in Klagenfurt teil. Sie gewannen ihr Auftaktspiel gegen ihre Landsleute Hansel/Schützenhöfer und kamen als Gruppendritte in die erste K.-o.-Runde. Dort mussten sie sich im dritten EM-Spiel gegen ein niederländisches Team dem Duo van der Vlist/Wesselink geschlagen geben.
Seit Herbst 2013 bildete Plesiutschnig wieder ein Duo mit Schützenhöfer. In der Saison 2014 erreichten Plesiutschnig/Schützenhöfer zunächst den neunten Platz bei den Prag Open und den siebten Rang beim Baden Masters, bevor sie bei der U23-WM in Mysłowice erneut Fünfte wurden. Anschließend absolvierten sie mehrere Grand Slams, wobei sie in Klagenfurt als Neunte in die Top Ten gelangten. Auf der nationalen Tour gewannen sie in Fürstenfeld. Bei der U22-EM in Fethiye kamen sie auf den fünften Platz. 2015 feierten sie nach einigen schwächeren Open- und Major-Turniere bei den Europaspielen in Baku einen ihrer größten Erfolge, als sie erst im Finale den Schweizerinnen Betschart/Eiholzer unterlagen. Bei der EM in Klagenfurt mussten sie sich als Gruppendritte in der ersten K.-o.-Runde geschlagen geben. Eine Woche später wurden sie Neunte beim CEV-Masters in Biel/Bienne. 2016 erreichten sie nur bei Satellite-Turnieren vordere Platzierungen. Bei der EM in Biel/Bienne gab es mit dem dritten Platz in der Vorrunde und dem Aus in der ersten Hauptrunde das gleiche Ergebnis wie im Vorjahr.
In der Saison 2017 spielte Plesiutschnig mit Cornelia Rimser. Beim Baden Masters wurden Rimser/Plesiutschnig Neunte. Für die Weltmeisterschaft in Wien erhielten sie einen der beiden Startplätze der Gastgebernation, schieden allerdings sieglos nach der Gruppenphase aus.
Seit Ende 2017 spielen Plesiutschnig/Schützenhöfer wieder zusammen. Am Jahresende wurden sie auf der World Tour Neunte in Qinzhou (3 Sterne) und Dritte in Sydney (2 Sterne). Anfang 2018 folgten ein neunter Platz in Den Haag (4 Sterne) und zweistellige Ergebnisse bei den Turnieren in Fort Lauderdale (5 Sterne) und Xiamen (4 Sterne). Anfang Mai gewannen sie im Finale gegen Keizer/Meppelink das Drei-Sterne-Turnier in Mersin. Beim Ein-Stern-Turnier in Baden unterlagen sie erst im Finale gegen Mersmann/Tillmann. Die restlichen Vier- und Fünf-Sterne-Turniere des Jahres beendeten sie auf hinteren Plätzen. Bei der EM in den Niederlanden schieden sie als Gruppendritter in der ersten K.-o.-Runde aus.
Auf der World Tour 2019 erzielten sie von Januar bis Mai unter anderem neunte Plätze in Den Haag, Xiamen und Ostrava (jeweils vier Sterne). Im Juni gewannen sie das heimische 1-Stern-Turnier in Baden und wurden Zweite beim Continental Cup in Schinias. Bei der WM in Hamburg kamen sie als Gruppenzweite in die erste Hauptrunde, in der sie Bárbara Seixas/Fernanda unterlagen. Nach dem 25. Platz in Gstaad wurde sie Neunte in Wien (beides fünf Sterne). Die EM in Moskau endete für sie mit der Achtelfinal-Niederlage gegen Liliana/Baquerizo ebenfalls auf dem neunten Rang. Anschließend gab es noch einen 25. Platz in Moskau (4 Sterne) und den 17. Rang beim Saisonfinale in Rom. Außerdem gewannen Plesiutschnig/Schützenhöfer die österreichische Meisterschaft.

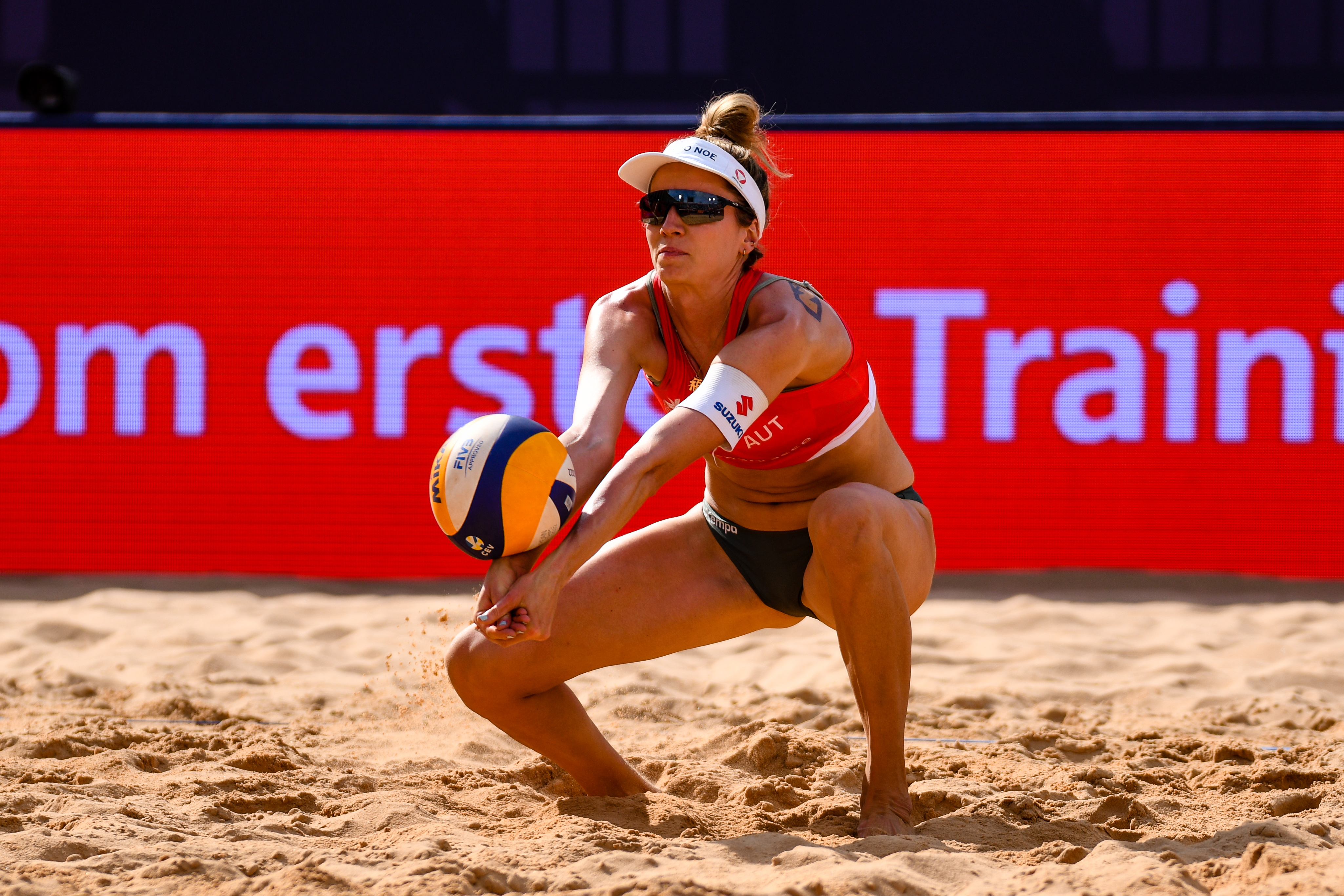
Lena Plesiutschnig (2022)

2020 spielte das Duo wegen einer Schulterverletzung bei Schützenhöfer international nur bei der EM in Jūrmala. Dort schieden Plesiutschnig/Schützenhöfer bereits in der Vorrunde aus. Im Januar 2021 nahmen sie an der German Beach Trophy in Düsseldorf teil.
Seit 2022 nahmen Plesiutschnig/Schützenhöfer an der neugeschaffenen World Beach Pro Tour mit unterschiedlichen Erfolgen teil. Bestes Ergebnis war ein zweiter Platz beim Challenge-Turnier 2022 auf den Malediven. Im Mai 2023 zog sich Plesiutschnig bei einem Turnier einen Achillessehnenriss und musste sich einer Operation unterziehen.
Plesiutschnig ist Mitglied des Heeressportzentrums des Österreichischen Bundesheers. Als Heeressportlerin trägt sie den Dienstgrad Zugsführer.
Im Jänner 2025 verkündeten Katharina Schützenhöfer und Lena Plesiutschnig das Ende ihrer aktiven Karriere.